# Forever (canção de Mariah Carey)
"Forever" é uma canção gravada pela artista musical estadunidense Mariah Carey, lançada em 10 de março de 1996 pela distribuidora fonográfica Columbia Records como o quinto single do seu quinto álbum de estúdio, Daydream (1995). Foi composta e produzida por Carey e Walter Afanasieff ao longo do ano de 1995. Sua letra descreve uma situação em que uma protagonista reconhece que o relacionamento com o seu amado chegou ao fim, no entanto, ele vai continuar vivendo em sua memória para sempre.
O vídeo da canção é uma colagem de trechos de shows de Carey no Tokyo Dome, durante a turnê Daydream World Tour em 1996. A maior parte do vídeo mostra a interpretação da música durante um dos três espetáculos da turnê no Japão. Servindo apenas como uma canção em airplay nos Estados Unidos, e um lançamento limitado no resto do mundo, "Forever" alcançou um desempenho fraco nas paradas musicais. Nos EUA, as regras da revista Billboard não permitiam a classificação de canções lançadas de modo não-comercial. Por esta razão, ela não entrou na Hot 100, porém, atingiu um máximo de número dois na Adult Contemporary. Fora do país, atingiu um pico de número onze no Canadá, quarenta na Nova Zelândia, e quarenta e quatro nos Países Baixos.

## Recepção crítica e estrutura musical
|                                                    | "Forever" "Forever" é uma canção pop e doo-wop composta e produzida por Mariah Carey e Walter Afanasieff. |
| Problemas para escutar este arquivo? Veja a ajuda. | |

Ken Tucker, editor da revista eletrônica Entertainment Weekly, elogiou a instrumentação da música, escrevendo: "Eu gosto da valsa acelerada de 'Forever'".
"Forever" foi escrita e produzida por Carey e Walter Afanasieff no início de 1995. A canção foi composta na nota de Lá♭M e apresenta uma progressão harmônica de Lá♭-Dó/Sol-Fá/Mi♭-Dó♭-Mi♭. Ao longo de "Forever", o alcance vocal da cantora vai da nota baixa de Mi♭3 à nota elevada de Fá♯5. Segundo o autor Chris Nickson, a instrumentação da canção é como um retorno às lembranças das baladas dos anos 1950 e 1960. O retrocesso foi apresentado através das mudanças dos acordes, e é notado nos arpejos da guitarra, que dão um estilo de "vanguarda para a música." "Forever" mostra Carey exibindo vocais sutis e harmonizados, com Nickson descrevendo sua voz como "inegavelmente rica". Stephen Holden, do The New York Times, descreveu-a como uma "balada de rock and roll dos anos 50", tendo chamado a voz da artista de "magnífica".

## Desempenho nas paradas musicais
A música foi lançada apenas nas rádios norte-americanas, e recebeu um lançamento limitado na Europa. Devido as regras da revista Billboard na época do seu lançamento, "Forever" não se enquadrava para entrar na parada Hot 100. No entanto, estreou na Adult Contemporary, atingindo a segunda posição. No Canadá, atingiu a décima primeira posição da parada de singles da revista RPM na semana de 30 de setembro de 1996. Na Nova Zelândia, "Forever" entrou na parada de singles na posição quarenta, permanecendo por apenas uma semana na parada. Na parada de singles neerlandesa, a obra alcançou o seu pico na quadragésima sétima posição, em atividade na parada por um total de nove semanas consecutivas.

## Videoclipe e performances ao vivo
"Forever" foi apresentado pela primeira vez em outubro de 1995 no concerto de Carey no concert at Madison Square Garden. No ano seguinte, foi apresentado em todos os shows da turnê mundial de Carey Daydream, em 1996. O videoclipe de "Forever" foi filmado em um dos shows japoneses durante a turnê. Apresenta Carey cantando a música no palco do Tokyo Dome, e inter-corta cenas de outros segmentos do show. Para o show e o vídeo, Carey usava uma calça preta e uma blusa combinando, juntamente com um longo casaco de couro. Seu cabelo estava de uma maneira longa e ondulada e era castanho dourado. O vídeo apresenta três cantores de fundo, um masculino e duas femininas e uma grande tela de projeção na parte traseira do palco. O áudio ao vivo desta performance foi lançado no CD single.

## Alinhamento de faixas e formatos
"Forever" foi lançada em edições diferentes na Europa e na Austrália. A edição europeia apresenta apenas as versões do álbum e ao vivo no Tokyo Dome. A edição australiana apresenta as versões do álbum, ao vivo no Tokyo Dome, o lado-B "Underneath the Stars", e uma versão ao vivo de "Make It Happen".
- CD single [Europa][9]

1. "Forever" — 4:01
2. "Forever" (ao vivo no Tokyo Dome) — 4:12

- CD single [Austrália][10]

1. "Forever" — 4:01
2. "Underneath the Stars" — 3:33
3. "Forever" (ao vivo no Tokyo Dome) — 4:12
4. "Make It Happen" (ao vivo) — 4:43

## Créditos e pessoal
Créditos adaptados do encarte do álbum Daydream (1995).
- Mariah Carey — vocais principais, composição, produção e arranjos
- Walter Afanasieff — composição, produção e arranjos

## Desempenho nas tabelas musicais
| Tabela musical (1996)                         | Melhor posição |
| --------------------------------------------- | -------------- |
| Austrália (ARIA)                              | 77             |
| Canadá (The Record Hit Parade Chart)          | 13             |
| Canadá (RPM)                                  | 11             |
| Canadá (RPM Adult Contemporary)               | 2              |
| Estados Unidos (Billboard Radio Songs)        | 9              |
| Estados Unidos (Billboard Adult Contemporary) | 2              |
| Estados Unidos (Billboard Adult Top 40)       | 16             |
| Estados Unidos (Billboard Mainstream Top 40)  | 9              |
| Estados Unidos (Billboard Rhythmic)           | 17             |
| Nova Zelândia (Recorded Music NZ)             | 40             |
| Países Baixos (Single Top 100)                | 47             |

| Tabela musical (1996)                         | Melhor posição |
| --------------------------------------------- | -------------- |
| Canadá (RPM)                                  | 98             |
| Canadá (RPM Adult Contemporary)               | 24             |
| Estados Unidos (Billboard Radio Songs)        | 51             |
| Estados Unidos (Billboard Adult Contemporary) | 18             |